# Himilko
Himilko (föníciai írással "HMLK" kiejtve "Himilk" görög átírása) karthágói felfedező volt, aki  az i. e. 6. század végén, a karthágói hatalom fénykorában idején élt.

## Története
Himilko a Földközi-tenger első ismert felfedezője volt, aki elérte Európa északnyugati partjait. Kalandjainak elveszett beszámolói a római írók által váltak ismertté.
Himilko útjára való legrégebbi utalás a Naturalis Historia rövid említése idősebb Plinius római tudóstól.  Himilkót Rufus Festus Avienus, a 4. században élt latin író háromszor is idézte, aki Ora Maritima címmel írta a 4. századból való földrajzi, költői beszámolóját.
Himilko észak felé hajózott a mai Spanyolország, Portugália, Anglia és Franciaország között. Az Északnyugat-Franciaországban, valamint Portugáliában élő Oestrimii törzs területén valószínűleg a bronz és más ötvözetek előállításához használt ón kereskedelmet érte el. A karthágói Himilko útjairól szóló feljegyzések említik Albion és Ierne szigeteit is.
Avienus azt állította, hogy az Oestriminisig való utazás négy hónapig tartott a karhágóiaknak.  Himilko (Avienus szerint) az első volt, aki az északi Atlanti-óceánt vitorlázással átszelte; Ailus szerint Himilko a dél-ibériai tartesszusok által használt kereskedelmi útvonalat követte.
Himilko utazásait úgy írta le, mint meglehetősen rossz élményt, mely alatt többször említett tengeri szörnyeket, valószínűleg azért, hogy megakadályozza a görög riválisokat abban, hogy új kereskedelmi útvonalukkal versenyezzenek. A szörnyek karthágói beszámolói a mítoszok egyik forrásává váltak az Atlanti-óceánon vitorlázók között.